# Горохов, Василий Михайлович
Васи́лий Миха́йлович Горо́хов (1891—1960) ― советский педагог, доктор педагогических наук, профессор.

## Биография
Родился 1 (14) марта 1891 года в селе Большое Елово Елабужского уезда Вятской губернии в семье крещёных татар.
В 1907 году окончил Казанскую центральную крещёно-татарскую школу, с 1911 года учился в Казанской учительской семинарии. В 1922 году окончил философско-педагогическое отделение Иркутского государственного университета.
С 1922 года работал преподавателем в Кряшенской педагогическом техникуме. С 1930 года трудится в Казанском педагогическом институте, где в 1934 году был назначен деканом педагогического факультета. 
С 1945 по 1960 годы работал преподавателем в Казанской консерватории, с 1952 года одновременно там же заведовал кафедрой педагогики и психологии.
В 1950 году защитил докторскую диссертацию, в том же году избран профессором.
Умер 7 октября 1960 года в Казани.

## Вклад в науку
Работал по  истории педагогики, например, был исследователем истории школы в Татарстане. Занимался изучением проблем политехнического образования и семейного воспитания.

## Награды
- Орден Трудового Красного Знамени (1954)